# Devils (The 69 Eyes)
Devils è il settimo album del gruppo gothic rock finlandese The 69 Eyes. Pubblicato dalla Virgin Records in collaborazione con la EMI, è stato il primo album della band a essere pubblicato nel Nord America.

## Tracce
1. Devils – 3:52
2. Feel Berlin – 4:09
3. Nothing on You – 4:10
4. Sister of Charity – 5:04
5. Lost Boys – 3:23
6. Jimmy – 3:10
7. August Moon – 3:37
8. Beneath the Blue (feat. Ville Valo) – 3:13
9. Christina Death – 4:02
10. Hevioso – 4:12
11. Only You Can Save Me – 3:33

### Bonus Tracks
1. From Dusk 'Til Dawn – 3:23
2. Pitchblack – 4:50

## Formazione
- Jyrki 69 – voce
- Bazie – chitarra
- Timo-Timo – chitarra
- Archzie – basso
- Jussi 69 – batteria